# 趙亮熙
趙亮熙（1838年10月9日—？），字汝能，號寅臣，四川敘州府宜賓縣人。晚清政治人物。

## 生平
郡附生。咸丰五年，鄉試中舉，选授彭水县训导。咸丰十年（1860年）庚申，登進士二甲第九名，选翰林院庶吉士。未散馆，即授山东曹州府武城县知县。后调工部主事，晋升都水司员外郎、营膳司郎中、会典馆纂修。光绪二年，以主事充顺天乡试同考官。光緒十一年，又以员外郎充任陕西乡试主考官。光緒十三年，又充任贵州乡试主考官。光绪十八年至二十二年，授台州府知府。